# Force India VJM01
Der Force india VJM01 war der erste Formel-1-Rennwagen von Force India. Er nahm an allen 18 Rennen der Formel-1-Saison 2008 teil.

## Technik und Entwicklung
Der VJM01 wurde von Spyker F1 konstruiert und gebaut und war eine leichte Modifikation des 2007 eingesetzten Spyker F8-VII. Der Motor war ein Ferrari Typ 056H-2,4-Liter-V8 und die Bereifung stellte der Einheitslieferant Bridgestone.

## Lackierung und Sponsoring
Der Force India VJM01 ist in den Farben Weiß, Orange und Gold lackiert und hatte großflächige Sponsorenaufkleber von Kingfisher Airlines sowie dem Elektronikhersteller Medion.

## Fahrer
Als erster Fahrer wurde Adrian Sutil genannt, der noch einen Vertrag von Spyker hatte. Um den zweiten Fahrer zu nennen, veranstaltete Force India ein Shoot-Out, an dem sieben Piloten teilnahmen. Diese Piloten waren der Spanier Roldán Rodríguez (Wintertestfahrer bei Spyker), Giedo van der Garde (2007 Testfahrer bei Spyker), Franck Montagny (Testfahrer bei Toyota Racing), Christian Klien (Testfahrer bei Honda Racing F1), Giancarlo Fisichella (Stammfahrer bei Renault F1), Vitantonio Liuzzi (Stammfahrer bei der Scuderia Toro Rosso) und Ralf Schumacher (Stammfahrer bei Toyota Racing).
Am 11. Januar 2008 gab das Team die endgültige Fahrerkombination bekannt. Neben Adrian Sutil wurde Giancarlo Fisichella neuer Stammfahrer und Vitantonio Liuzzi wurde Testfahrer.

## Saison 2008
Die Saison erwies sich als recht erfolglos. Das Team fuhr keine Punkte ein und war in der Konstrukteurswertung auf dem vorletzten Platz, vor dem Team Super Aguri, welches an lediglich vier Rennen der Saison teilnahm. Insgesamt fiel der VJM01 18 mal aus. Das beste Ergebnis war ein zehnter Platz in Spanien.
Beim Großen Preis von Monaco wäre es Sutil beinahe gelungen die ersten Punkte einzufahren, jedoch schied er vorzeitig durch einen unverschuldeten Unfall auf Position vier liegend aus.

## Ergebnisse
| Fahrer               | Nr.                  | 1   | 2   | 3  | 4   | 5   | 6   | 7   | 8  | 9   | 10 | 11  | 12  | 13 | 14  | 15  | 16  | 17  | 18 | Punkte | Rang |
| -------------------- | -------------------- | --- | --- | -- | --- | --- | --- | --- | -- | --- | -- | --- | --- | -- | --- | --- | --- | --- | -- | ------ | ---- |
| Formel-1-Saison 2008 | Formel-1-Saison 2008 |     |     |    |     |     |     |     |    |     |    |     |     |    |     |     |     |     |    | −      | 10.  |
| A. Sutil             | 20                   | DNF | DNF | 19 | DNF | 16  | DNF | DNF | 19 | DNF | 15 | DNF | DNF | 13 | 19  | DNF | DNF | DNF | 16 | −      | 10.  |
| G. Fisichella        | 21                   | DNF | 12  | 12 | 10  | DNF | DNF | DNF | 18 | DNF | 16 | 15  | 14  | 17 | DNF | 14  | DNF | 17  | 18 | −      | 10.  |

| Legende  | Legende            | Legende                                                          |
| Farbe    | Abkürzung          | Bedeutung                                                        |
| -------- | ------------------ | ---------------------------------------------------------------- |
| Gold     | –                  | Sieg                                                             |
| Silber   | –                  | 2. Platz                                                         |
| Bronze   | –                  | 3. Platz                                                         |
| Grün     | –                  | Platzierung in den Punkten                                       |
| Blau     | –                  | Klassifiziert außerhalb der Punkteränge                          |
| Violett  | DNF                | Rennen nicht beendet (did not finish)                            |
| Violett  | NC                 | nicht klassifiziert (not classified)                             |
| Rot      | DNQ                | nicht qualifiziert (did not qualify)                             |
| Rot      | DNPQ               | in Vorqualifikation gescheitert (did not pre-qualify)            |
| Schwarz  | DSQ                | disqualifiziert (disqualified)                                   |
| Weiß     | DNS                | nicht am Start (did not start)                                   |
| Weiß     | WD                 | zurückgezogen (withdrawn)                                        |
| Hellblau | PO                 | nur am Training teilgenommen (practiced only)                    |
| Hellblau | TD                 | Freitags-Testfahrer (test driver)                                |
| ohne     | DNP                | nicht am Training teilgenommen (did not practice)                |
| ohne     | INJ                | verletzt oder krank (injured)                                    |
| ohne     | EX                 | ausgeschlossen (excluded)                                        |
| ohne     | DNA                | nicht erschienen (did not arrive)                                |
| ohne     | C                  | Rennen abgesagt (cancelled)                                      |
| ohne     | keine WM-Teilnahme |                                                                  |
| sonstige | P/fett             | Pole-Position                                                    |
| sonstige | 1/2/3/4/5/6/7/8    | Punktplatzierung im Sprint-/Qualifikationsrennen                 |
| sonstige | SR/kursiv          | Schnellste Rennrunde                                             |
| sonstige | *                  | nicht im Ziel, aufgrund der zurückgelegten Distanz aber gewertet |
| sonstige | ()                 | Streichresultate                                                 |
| sonstige | unterstrichen      | Führender in der Gesamtwertung                                   |